# 度胸星
『度胸星』（どきょうぼし）は、山田芳裕による日本の漫画作品。『週刊ヤングサンデー』（小学館）にて2000年4・5号から2001年1号まで連載。単行本はヤングサンデーコミックス版で全4巻、小学館文庫版で全3巻、講談社KCデラックスから完全版で全4巻がそれぞれ発売された。

## ストーリー
1969年のアポロ計画からおよそ50余年、人類はついに火星に到達した。NASA（アメリカ航空宇宙局）による「第4惑星への計画（エンターフォー）」は順調と思われた。しかしその矢先、突如として火星と地球の交信が途絶えてしまう。計画を推し進めていたアメリカは、火星に取り残されたと思われる4人のクルーを救出するため、全世界から新たにクルーの募集を始める。日本ではNASDA（「宇宙開発事業団」現JAXA。作品が発表された当時は組織が改組されていなかったため、作中では現実の時代背景とは異なる旧名称が用いられている。）が全国にクルー候補生を募り、トラック運転手である主人公三河度胸が仲間とともに厳しい選抜試験を切り抜けていく。火星では、ただ一人生き残った宇宙飛行士スチュアートが事故の発端となった正体不明の物体「テセラック」に壮絶な戦いを挑む。
厳しい選抜訓練や試験を乗り越え、NASAへ派遣されたのは筑前、市原、石田の3名。度胸と武田は十数年後を見据えたNASDAの火星行計画に請われて参加し、衛星軌道上での作業などで実績を積んでいた。
救出クルーとして火星に向かったブラッドレー、ブロンソン、筑前、石田だったが、やはりテセラックによって帰還船を破壊され、地球との交信を断たれてしまう。莫大な税金を投入した「第4惑星への計画」が2度に渡り失敗したことが原因で、大統領選挙では継続がならず、新大統領が当選。新大統領は「第4惑星への計画」の打ち切り＝救出クルーの救出を放棄することを宣言した。
そんな折、衛星軌道に残っていた度胸、武田、市原たちにロシアのハリコフから連絡が入る。ロシアも個別に莫大な予算を投入して有人火星探査計画を進めており、成功の確率が高くない救助作戦を公には展開できないのだった。度胸たちは、誰にも知られず、誰からも賞賛されず、地球上では行方不明扱いとなる極秘ミッションへの参加を決意する。度胸たちを乗せたロケットがバイコヌール宇宙基地から打ち上げられたところで、物語は終了する。

## 登場人物

### クルー候補生
三河度胸（みかわ どきょう）
主人公。21歳。トラック運転手の父と母、妹を持つ。父親の死後、大学を中退して家族の手伝いをしていた。
生真面目な性格で嘘と暴力を極端に嫌い、自分の「度胸」という名前も嫌っている。死んだ父親のことを好きでは無いが、火星に行きたいという父親の願いだけは叶えてやりたいという強い意志を持っている。
筑前智（ちくぜん さとる）
香港出身の21歳。スチュアート飛行士の著書を読んだことがきっかけで宇宙飛行士に志願。口八丁と要領の良さが最大の武器である。選抜試験開始当初は金がなく、筑波の森でテント生活をしていた。度胸とは親友になる。
市原茶々（いちはら ちゃちゃ）
人の心を読む能力のある女性。オーストラリア出身。自分の名前と能力を嫌っている。生物の住んでいない場所に行きたいという願望から、選抜試験に志願した。歌声はオペラ調で音痴。カラオケは歌ったことがなかったが、休暇を一緒に過ごした度胸の母の歌った『桃色吐息』を気に入ったようで、その後も繰り返し歌っていた。
NASAでの訓練中に筑前と交際を始め、周囲には筑前のガールフレンドとも認識されている。
石田友助（いしだ ゆうすけ）
中学校を卒業したばかりの15歳。色々なことを簡単にこなしてしまい、無感動な性格。救出クルーへの応募の動機は「こっちのほうがおもしろそうだったから」、「ほかにおもしろそうなことないから」。
NASAへ選抜され、救助クルーの予備員だったが、直前になってハリコフが辞退したため、繰り上がって火星に向かうことになる。
武田勇（たけだ いさむ）
ヤクザの若頭。23歳。自分が選抜試験で生き残るためには暴力を振るってでもライバルを蹴落とそうとする。度胸とペアを組む無重力環境訓練の事故を通じて度胸のもつ「クソ度胸」を認め、暴力に頼ろうとする考えも少しずつ変わっていく。
坂井輪利宏（さかいわ としひろ）
物理学者。超ひも理論研究のエキスパート。体力的な面では他の候補生達に劣るものの、サバイバル訓練では妻の光子と共に経験豊富な知恵を披露する。ブロンソン飛行士とはアメリカの大学の研究室時代の学者仲間。
夫婦ともども最終選抜試験で体力の限界を感じ、以降は学問の世界に戻った。度胸たちがバイコヌールから打ち上げられる際には、密かに見送りに訪れた。
坂井輪光子（さかいわ みつこ）
坂井輪利宏の妻。夫婦で共に選抜試験に応募し、候補生となった。

### クルー候補生の関連人物
三河愛嬌（みかわ あき）
度胸の妹。高校生。兄の度胸とは正反対の性格で気が強く、未成年ながら煙草を吸ったりと不良っぽい。母親の手伝いをするために無免許でトラックの運転をしたりと問題を起こすこともしばしば。
三河四郎（みかわ しろう）
度胸の父親でトラックの運転手。交通事故にて死去。喧嘩早い性格で暴力沙汰に家族を巻き込むことも多かった。火星に行きたいと言う夢をいつも幼い度胸に言い聞かせていた、度胸の人生に最も影響を与えている人物。
三河しのぶ
度胸の母親で四郎の妻。夫の死後、トラックの運転手として度胸や愛嬌の手を借りながら家族を支えて来た。度胸の夢を陰ながらに見守っている。「配送を終えて戻ってくるまでがトラックドライバー」という信条は、度胸にも大きな影響を与えている。

### NASA由来の人物
スチュアート
宇宙飛行士。人類初の火星着陸クルーの一員。火星着陸直後にテセラックに遭遇、仲間のクルー3名もろとも着陸船を破壊され、1人でテセラックの正体を探り戦いを挑む。地球にいた頃は腕っぷしの強さで有名で、タックルでブラッドレー飛行士のアバラを折ったこともある。
ブラッドレー
宇宙飛行士。救出隊の隊長を務める。日本の候補生の選抜のため来日する。スチュアートとは親友。
ブロンソン
宇宙飛行士。救出隊の一員で元科学者。ブラッドレーと共に来日する。
ハリコフ
宇宙飛行士。ロシア出身。救出クルーのメンバーだったが、打ち上げ2日前に突然辞退を申し出る。
女司令官
火星探査計画において、プロジェクトの指揮を受け持つ女性。豪腕として知られる。

### その他
大統領（ダン・オブライエン）
黒人のアメリカ合衆国大統領。国民の生活水準の底上げを目的とした「第4惑星への計画（エンターフォー）」を推進している。しかしそれにかかる莫大な費用が国の財政を圧迫し、多くの反感を買う。作者である山田芳裕の前作『デカスロン』に登場する主人公のライバルが十種競技（陸上競技の一種）界から現役引退し、後に政界進出・大統領に選出されたという設定とされている。
教官
部下思いのNASDAの鬼教官。危険な状況の訓練でブラッドレーたちが訓練中止を進言しても、候補生たちを心から信頼しているため自分が責任を取ると言い訓練続行を宣言する。
林
週刊誌「実話セブン」の記者。NASAやロシアの宇宙機関の取材を主に行っており、非公開の機密情報も手に入れる。
新大統領（ヒル）
莫大な予算を投入し、何も得られなかった「第4惑星への計画（エンターフォー）」に反対することで、当選を果たす。公約通り、アメリカは計画を中止。救助クルーも見捨てることになった。

### テセラック
人類初の火星着陸クルーのスチュアート飛行士の目前に突如現れた、立体の影を持つ謎の物体。乗員もろとも一瞬で着陸船を破壊し、火星周回軌道を飛ぶ母船スキアパレッリ2号をも簡単に破壊した。一方でスチュアートが砂嵐に遭遇して崖から転落した時はスチュアートを救い出した。人間にとっては離れた場所に存在する物体を破壊したり、人間の身体や着陸船を"裏返す”（前後を入れ替えるのではなく、人間の場合は内臓や骨を露出して、皮膚や髪の毛を内部に入れる）ことができる。スチュアートの考察によると、テセラックには距離という概念が存在せず、人類が知ることのできない高次元（X軸、Y軸、Z軸の"3次元"に虚軸も加わった）の存在であるとされる。当初は立体の十字架型をしていたが、2度目にスチュアートの前に現れた際には、二重の立方体のような形状（実際には全ての辺の長さは等しく、全ての角は直角）の超立方体へと変化した。

## 打ち切り問題
掲載誌『週刊ヤングサンデー』の編集長交代による方針転換等、様々な事情のため打ち切りとなった。その後、いくつかの出版社から山田に続編執筆の依頼はあったが、連載中のファンレターは数通だけで手ごたえを感じられなかった、等の理由で意欲が無いとして断っている（『映画秘宝』22号、山田のインタビューより）。

## 書誌情報
- ヤングサンデーコミックス版　小学館
  - 『度胸星 01 遭遇』2000年6月 ISBN 4-09-152451-6
  - 『度胸星 02 候補生たち』2000年9月 ISBN 4-09-152452-4
  - 『度胸星 03 サバイバル』2000年12月 ISBN 4-09-152453-2
  - 『度胸星 04 出発』2001年2月 ISBN 4-09-152454-0
- モーニングKCDX版　講談社
  - 『度胸星 1』2007年11月 ISBN 978-4-06-372397-7
  - 『度胸星 2』2007年12月 ISBN 978-4-06-375416-2
  - 『度胸星 3』2008年1月 ISBN 978-4-06-375436-0
  - 『度胸星 4』2008年2月 ISBN 978-4-06-375447-6
- 小学館文庫版　小学館
  - 『度胸星 01』2009年12月 ISBN 978-4-09-193704-9
  - 『度胸星 02』2010年1月 ISBN 978-4-09-193705-6
  - 『度胸星 03』2010年2月 ISBN 978-4-09-193706-3
- モーニング KCデラックス 新装版 講談社
  - 『度胸星 1 新装版』 2016年11月22日 ISBN 978-4-06-393095-5
  - 『度胸星 2 新装版』 2016年11月22日 ISBN 978-4-06-393096-2
  - 『度胸星 3 新装版』 2016年11月22日 ISBN 978-4-06-393097-9
  - 『度胸星 4 新装版』 2016年11月22日 ISBN 978-4-06-393098-6